# Nina Ansary
Nina Ansary (Teherán, 1966) es una historiadora y escritora nacida en Irán y nacionalizada estadounidense, reconocida por su trabajo sobre la equidad de la mujer en Irán. Las investigaciones de Ansary han contrarrestado notablemente las suposiciones convencionales sobre el progreso de la mujer en el país asiático, al tiempo que siguen abogando por la plena emancipación. En 2015, Women's eNews reconoció a Ansary como una de las «21 líderes del siglo XXI».

## Primeros años y educación
Ansary nació en Teherán, hija de los exembajadores iraníes en los Estados Unidos, Hushang Ansary y Maryam Panahi Ansary. En 1978, meses antes de la Revolución iraní, el padre de Ansary trasladó a la familia a los Estados Unidos y ella creció en la ciudad de Nueva York. Ansary obtuvo una licenciatura en el Barnard College y una maestría y un doctorado en la Universidad de Columbia.

## Carrera
En 2013, la tesis doctoral de Ansary sobre el movimiento femenino en Irán produjo una investigación que más tarde inspiraría su libro, Las joyas de Alá. A pesar de las opiniones del Ayatolá Jomeini sobre las mujeres, ellas fueron algunas de sus mayores partidarias y esto fue un factor clave en el colapso de la Monarquía Pahlavi en 1979. Una vez que llegó al poder, la república islámica de Irán hizo valer la inferioridad de las mujeres a través de la política. La investigación de Ansary cuestionó las suposiciones sobre la vida de las mujeres en el marco de esas políticas y acentuó las consecuencias documentadas, aunque imprevistas, entre ellas una tasa de alfabetización femenina cada vez mayor, una menor fertilidad y un aumento general de las mujeres en la educación superior en el país asiático.
Para 2014, Ansary y su investigación adquirieron cada vez más prominencia en los medios de comunicación dominantes como autoridad en cuestiones relativas a la mujer en Irán. Incluso la organización Clarion Project dedicó un espacio para Ansary y su trabajo. El periódico Daily Beast publicó algunos de sus ensayos, incluido el análisis de las posibilidades de utilizar las interpretaciones modernas del Corán para apoyar el aumento de las libertades sociales de las mujeres, como propuso el presidente iraní Hasán Rohaní. Ansary se convirtió en una comentarista habitual: escribió ampliamente sobre el aumento de la alfabetización de las mujeres en Irán y apoyó la renovación de la publicación de Zanan, la única revista en lengua persa de Irán destinada a las mujeres.
A principios de 2015, Women's eNews nombró a Ansary como una de sus "21 líderes del siglo XXI" por haber aportado claridad a estereotipos a menudo mal comprendidos en Irán. En 2016, Marie Claire describió a la Dra. Ansary como una de las "14 mujeres destinadas a cambiar el mundo".
En 2018 fue galardonada con el Premio Barnard Trailblazer del Barnard College, que se otorga a quienes "ejemplifican la fuerza, la determinación, la creatividad y el coraje". En 2019 recibió el Premio Ellis Island y fue honrada por la Fundación de Mujeres Americanas de Irán como "Mujer de Influencia". Su más reciente libro, Anonymous Is a Woman: A Global Chronicle of Gender Inequality, fue publicado por Revela Press el 8 de marzo de 2020.